# تاکرو اینوکای
تاکرو اینوکای (انگلیسی: Takeru Inukai; ۲۸ ژوئیهٔ ۱۸۹۶ – ۲۸ اوت ۱۹۶۰) رمان‌نویس، و سیاستمدار اهل ژاپن بود.